# Mithat Yıldırım
Mithat Yıldırım (* 12. Januar 1966 in Muş) ist ein ehemaliger türkischer Skilangläufer. 

## Werdegang
Yıldırım trat international erstmals bei den nordischen Skiweltmeisterschaften 1991 im Val di Fiemme in Erscheinung. Seine besten Platzierungen dort waren der 68. Platz über 30 km klassisch und der 19. Rang mit der Staffel. Im folgenden Jahr errang er bei den Olympischen Winterspielen in Albertville den 93. Platz über 10 km klassisch. Bei den nordischen Skiweltmeisterschaften 1993 in Falun belegte er den 107. Platz über 10 km klassisch, den 96. Rang in der Verfolgung und den 87. Platz über 30 km klassisch. Letztmals international startete er bei den Olympischen Winterspielen 1994 in Lillehammer. Dort kam er auf den 87. Platz über 10 km klassisch.

## Teilnahmen an Weltmeisterschaften und Olympischen Winterspielen

### Olympische Spiele
- 1992 Albertville: 93. Platz 10 km klassisch
- 1994 Lillehammer: 87. Platz 10 km klassisch

### Nordische Skiweltmeisterschaften
- 1991 Val di Fiemme: 19. Platz Staffel, 68. Platz 30 km klassisch, 83. Platz 15 km Freistil, 84. Platz 10 km klassisch
- 1993 Falun: 87. Platz 30 km klassisch, 96. Platz 15 km Verfolgung, 107. Platz 10 km klassisch